# Salim Kerkar
Salim Kerkar est un footballeur franco-algérien né le 4 août 1987 à Givors (Rhône, France). Il évolue au poste de milieu gauche dans le club bulgare du PFK Beroe Stara Zagora.
Kerkar est le frère cadet de l'international algérien Karim Kerkar.

## Carrière
Le 8 septembre 2006, Kerkar fait ses débuts professionnels avec le FC Gueugnon. Son premier match en Ligue 2 a lieu contre Tours. Le 5 mai 2007, il signe son premier contrat professionnel pour une durée de 3 ans avec le club forgeron. Il est prêté dans la foulée pour un an au Club Calaisiens du CRUFC où il y jouera 37 matchs en national pour 6 buts.
Le 17 août 2010, Kerkar est à l'essai avec les Rangers, club de Scottish Premier League. Il marque un but en amical face à Partick Thistle lors d'une victoire 5-0. Le 28 octobre, l'entraîneur des Rangers Walter Smith annonce que Kerkar n'est plus une cible du fait que son club, le FC Gueugnon exige une indemnité de 360 000 €. Le FC Gueugnon se rétracte finalement et opte pour une vente sur la clause libératoire du joueur, permettant à Kerkar de signer en Écosse.
Avec les Rangers, il fait ses débuts en tant que remplaçant, lors d'une victoire 5-0 contre le club de Motherwell. Il marque son premier but pour les Rangers en Coupe d'Écosse contre Arbroath, le 8 janvier 2012. 
Le 2 août 2012, il paraphe un contrat d'un an avec l'équipe anglaise de Charlton, club évoluant en Championship (D2).
Le 13 février 2014, il signe un contrat d'un an et demi avec le club bulgare du PFK Beroe Stara Zagora en première division.
Dans le cadre de l’affaire Tariq Ramadan, il signe une tribune le 21 février 2018 sur le site Mediapart aux côtés d'une cinquantaine de personnalités pour une « pour une justice impartiale et égalitaire » pour Tariq Ramadan, mis en examen pour viols et placé en détention provisoire, et dans laquelle il est demandé de libérer immédiatement ce dernier en raison de son état de santé.